# Леэстен
Леэстен (нем. Lehesten) — город в Германии, в земле Тюрингия. 
Входит в состав района Заальфельд-Рудольштадт. Подчиняется управлению Пробсцелла-Леэстен-Марктгёлиц.  Население составляет 1908 человек (на 31 декабря 2010 года). Занимает площадь 35,96 км². Официальный код  —  16 0 73 046.
Город подразделяется на 3 городских района.